# 特敏东机场
特敏东机场（印尼语：Bandar Udara Temindung）也称三马林达机场，是印度尼西亚东加里曼丹省三马林达的一座机场，是三马林达的老机场，于1974至2018年间使用。机场停用后，航班转移至新建设的位于市区以北30千米处的阿吉王爵天猛公普拉诺托国际机场。
特敏东机场位于马哈坎河北岸的三马林达市区内，曾是东加里曼丹航空的基地机场。机场只有一条方向04/22的跑道，跑道南端有一栋高九层的楼房。

## 历史
受到飞机起降的影响，三马林达的建筑被限制了高度。特敏东机场最初并不在市区内，然而随着城市的发展，居民区已将机场包围。这导致机场周围居民饱受噪音污染困扰，夜间至清晨7点的宵禁也限制了机场的飞行活动。
为了解决这一问题，三马林达政府在1990年代早期开始寻找场地建设新的机场，最终选定了市区以北三十千米的西凌河地区。阿吉王爵天猛公普拉诺托国际机场启用后，机场被废弃，政府草拟决定将特敏东机场建设为商业区、住宅区以及绿地。